# Galena, Alaska
Galena este un orășel în zona Yukon-Koyukuk, Alaska. In anul 2000 localitatea care este situată pe cursul lui Yukon River avea 675 de locuitori.